# Jakob Thiesen

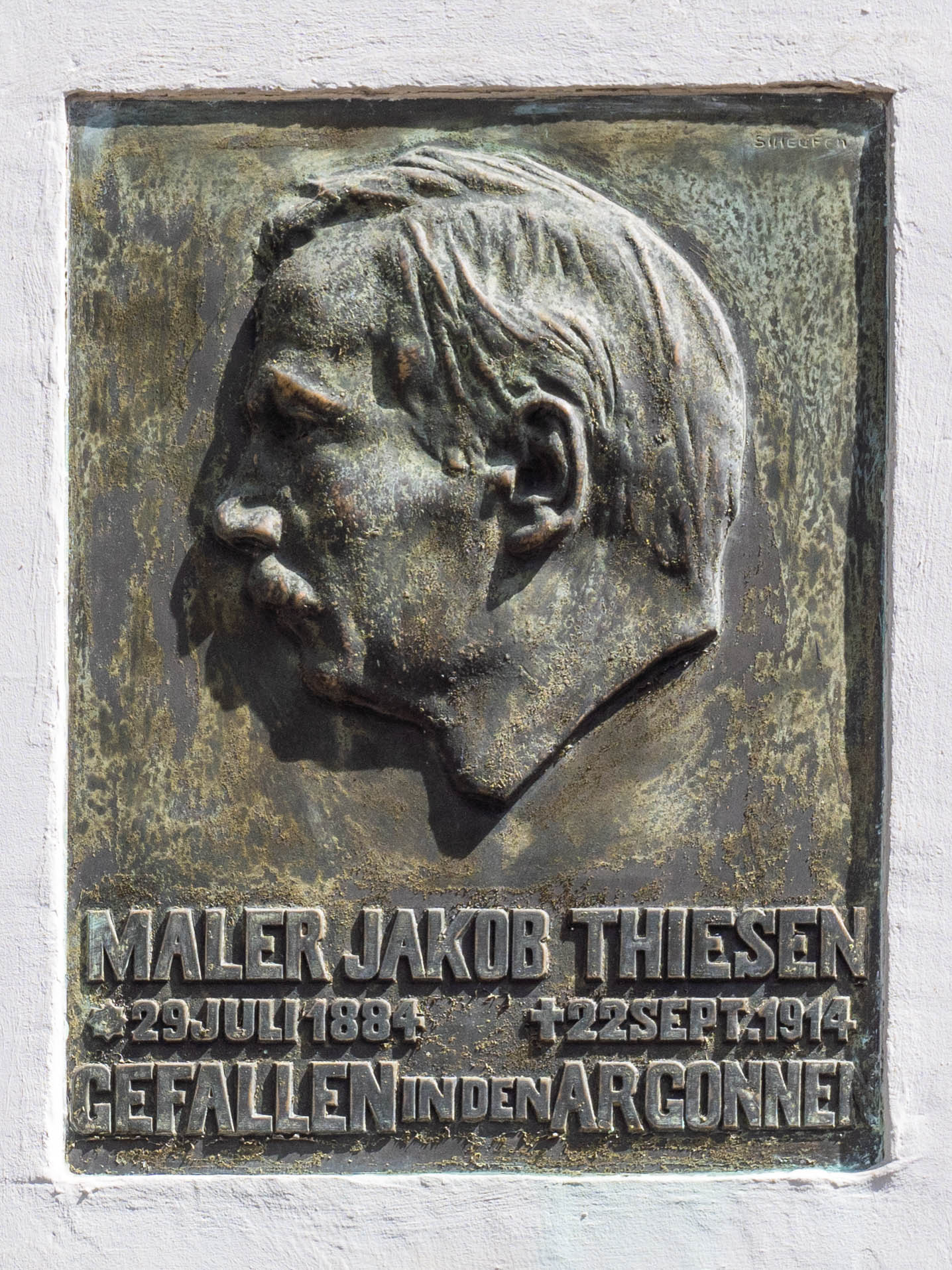
Walter Scheufen: Gedenktafel Jakob Thiesen in Rhöndorf mit Porträtrelief des Künstlers im Profil, 1915

Jakob Thiesen (* 29. Juli 1884 in Rhöndorf; † 22. September 1914 in den Argonnen, Frankreich) war ein deutscher Landschafts- und Porträtmaler der Düsseldorfer Schule.

## Leben

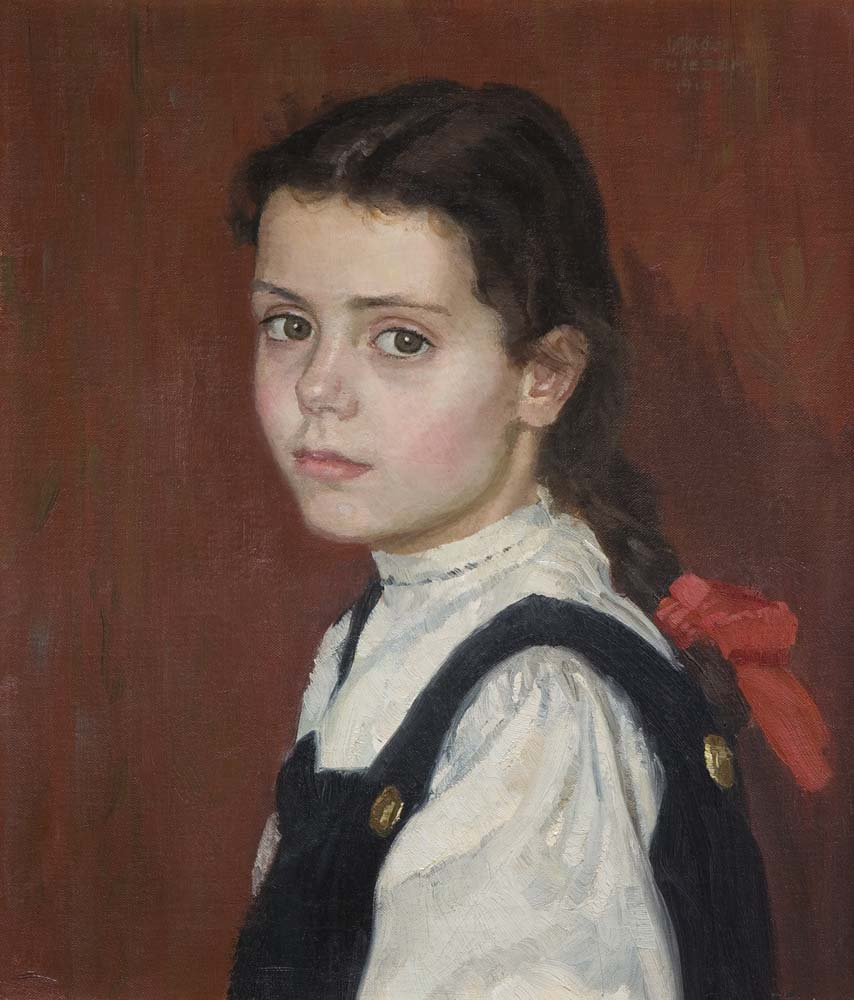
Porträt eines Mädchens, 1910

Thiesen, Sohn eines Winzers, studierte in den Jahren 1900 bis 1904 Malerei an der Kunstakademie Düsseldorf. Dort waren Eduard von Gebhardt und vor allem Willy Spatz seine Lehrer. Regelmäßig war er mit Figurendarstellungen und Landschaften auf Düsseldorfer Ausstellungen vertreten, etwa 1909 auf der Großen Kunstausstellung Düsseldorf. Als er im Alter von 30 Jahren als Soldat im Ersten Weltkrieg an der Westfront fiel, wurde sein Tod als „Heldentod“ rezipiert. 1915 wurde an seinem Geburtshaus in Rhöndorf eine vom Düsseldorfer Bildhauer Walter Scheufen geschaffene Gedenktafel angebracht.